# 越天楽
『越天楽』（えてんらく）とは、雅楽の曲目の一つ。『越殿楽』とも。

## 解説
雅楽の曲の中では最も有名な曲である。舞はかつて存在したが廃絶し、曲のみ伝わる。曲は平調（ひょうじょう）という旋律で演奏されるのが普通だが、盤渉調（ばんしきちょう）、黄鐘調（おうしきちょう）の旋律でも演奏される。かつては壱越調・双調・上無調・下無調の渡物もあったが、これらは廃絶した。楽器は正式には龍笛、篳篥、笙、箏、琵琶、鞨鼓、鉦鼓、楽太鼓の8種類で合奏されている。
早四拍子の小曲で、曲の構成としては、AABB（アルファベット1つは8小拍子）という構成で、更に「重頭」としてCCがあるので、例えば2回繰り返す場合はAABBCCAABBとなる。雅楽の楽譜での表記は、「(A)二返、(B)二返、重頭(C)二返」のようになる。
唐楽の曲で古くは曲名を「林越天」また「林鐘州」とも称したという。『楽家録』は盤渉調の曲としており、また中国前漢の皇帝文帝の作曲、「一説」に高祖劉邦の軍師張良の作であると伝え、もとは平調の曲であったと記す（巻之二十八・楽曲訓法、巻之三十一・本邦楽説）。しかし日本で作られた曲ともいわれ、実際のところその由来については定かではない。本来は盤渉調の曲だったといわれているが、『和名類聚抄』では平調の曲としている。『扶桑略記』康保3年（966年）10月7日の条には、宮中で公卿たちが退出するとき「越殿楽」が奏されたとある。また古くは法会の際に、盤渉調の曲として用いられていた。
平調の『越天楽』に、「春の弥生の曙に　四方（よも）の山辺を見渡せば　花盛りかも白雲の　かからぬ峰こそ無かりけれ」などの歌詞をつけて唄うのが『越天楽今様』（えてんらくいまよう）である。変化した『越天楽今様』の旋律で唄う『黒田節』も、もとは『筑前今様』と呼ばれ「春の弥生の曙に」の歌詞で唄われていた。筑紫箏では『越天楽』の旋律を取って『富貴』（ふき）という組歌の曲とし、胡弓の藤植流でも曲のひとつとして伝えている。
アメリカやヨーロッパでも演奏されたことがある。宮城道雄・近衛直麿・近衛秀麿による箏曲と管弦楽の編曲版、『越天楽変奏曲』（1928年）も有名であり、レオポルド・ストコフスキーによっても度々取り上げられた。松平頼則作曲の『盤渉調越天楽の主題によるピアノと管弦楽のための主題と変奏』（1951年）は、平調とは異なる盤渉調の越天楽のメロディを採用しつつ、十二音技法やブギウギとの融合も試みており、ヘルベルト・フォン・カラヤンの指揮とイヴォンヌ・ロリオの独奏で演奏されるなど世界的に評価されている。伊福部昭にも『交響舞楽「越天楽」』と題したオーケストラによるバレエ音楽があるが、これは創作的意図で書かれた独自の作品である。